# Сусрет са Рамом
Сусрет са Рамом (енгл. Rendezvous with Rama), такође преведен под насловом Састанак са Рамом, научнофантастични је роман британског писца Артура Ч. Кларка. Радња је смештена у 2130. годину и прати огроман ванземаљски свемирски брод цилиндричног облика, димензија 50 са 20 километара, који улази у Сунчев систем. Прича је испричана из перспективе групе истраживача који пресрећу брод у покушају да открију његове тајне. Роман је по објављивању освојио награде Хјуго и Небјула и данас се сматра једним од темељних дела Кларкове библиографије. Сусрет са Рамом прати неколико наставака, које су написали Кларк и Џентри Ли.

## Радња
Астероид погађа Италију 2077. године, што доводи до стварања пројекта „Свемирска заштита” за праћење потенцијално опасних објеката у свемиру. Године 2130, Свемирска заштита детектује међузвездани објекат који улази у Сунчев систем, означавајући га као „31/439”, пре него што му да име Рама, по хиндуистичком богу. Свемирска сонда открива да је Рама савршено глатког цилиндричног облика дужине 50 километара и пречника 20 километара, што указује да су га конструисала интелигентна бића.
Брод Ендевор бива послат да истражи Раму, јер је једини довољно близу да то учини. Посада пролази кроз троструки систем ваздушних комора и спушта се низ једно од три идентична степеништа. Унутар Раме откривају две равнице које се протежу дуж унутрашњег обима цилиндра, раздвојене замрзнутом воденом површином коју називају Цилиндрично море. Примећују неколико геометријских структура налик на градове, којима дају имена по већим градовима са Земље. Уједињене планете пажљиво прате њихов напредак, а научници формирају Комитет за Раму, који разматра теорије и саветује команданта Нортона.
Како се Рама приближава Сунцу, Цилиндрично море се отапа, температурне промене изазивају олују, а три масивна светла на свакој равници активирају се да осветле овај свет. Борис Родриго, члан посаде који припада космохришћанској секти, сугерише да је Рама нова Нојева барка, која ће променити курс и почети да орбитира око Сунца. Посада користи сплав да пређе Цилиндрично море и стигне до острва које називају Њујорк, где у води откривају микроорганизме. Структуре у Њујорку су распоређене у групама од по три, без видљивих отвора, а њихова сврха остаје непозната.
Члан посаде Џими Пак признаје Нортону да је прокријумчарио небески бицикл на брод и нуди да га искористи како би прелетео литицу и стигао до јужне равнице. Долази до супротног краја Раме, где се налази велики шиљак дуг неколико километара, окружен мањим шиљцима. Пак схвата да се око шиљака ствара статичко поље, које затим емитује ударни талас и обара његов небески бицикл, уништавајући га и остављајући га заробљеног на јужној равници. Док се опоравља од пада, долази створење налик раку које почиње да раставља делове његовог бицикла и одлаже их. Пак не може да одреди да ли је створење биолошко или роботизовано.
Док чека спасилачку мисију, Пак истражује терен јужне равнице и проналази један ванземаљски цвет, који носи са собом. Спасилачка екипа стиже на сплаву, а Пак скаче са литице у Цилиндрично море, одакле га извлаче на сигурно. Промена курса Раме изазива серију великих таласа, али наредница Руби Барнс успешно их избегава. Тада посада примећује оштећено створење налик морској звезди како излази из мора, након чега га нападају створења слична ајкулама и растављају на делове.
По повратку у логор, створење налик пауку са три ока и три ноге проучава њихову опрему. Убрзо се појављује још таквих бића, а једно од њих пада са више платформе и разбија се. Докторка Ернст искоришћава прилику да га секцира и открива да је створење истовремено и биолошко и роботизовано. Посада закључује да су ова бића створили Раманци и почињу да их називају биотима. Влада Меркура, сматрајући да је Рама претња, лансира нуклеарну ракету да га уништи. Родриго пресреће пројектил и деактивира га, искористивши дванаестоминутно кашњење у радио-комуникацији између њега и Меркура.
Посада се припрема за евакуацију, јер се Рама превише приближава Сунцу. У оквиру своје последње експедиције, одлазе у један од градова, где ласером праве отвор на једној структури. Унутра проналазе колекцију холограма који приказују различите раманске артефакте, укључујући одело дизајнирано за троного хуманоидно биће. Док напуштају град, биоти се враћају у море, а светла почињу да се гасе. Посада улази у Ендевор и напушта Раму. Рама мења курс и креће директно ка Сунцу, крећући се уз његову путању да сакупи енергију. Затим активира свемирски погон и напушта Сунчев систем, усмеравајући се ка Великом Магелановом облаку. Након одласка Раме, један од чланова Комитета за Раму размишља о чињеници да Раманци све раде трипут.

## Дизајн и географија Раме
Унутрашњост Раме представља огроман цилиндрични пејзаж, који посада назива Централна равница. Њен пречник износи 16 километара, а дужина скоро 50 километара, док вештачку гравитацију обезбеђује ротација брзином од 0,25 обртаја у минуту. Централна равница је подељена на Северну и Јужну равницу, раздвојене 10 километара широком воденом површином коју астронаути називају Цилиндрично море. У средишту Цилиндричног мора налази се острво непознате намене, прекривено високим структурама налик небодерима. Посада га назива Њујорк, због сличности са Менхетном. На крајевима Раме налазе се Северни и Јужни пол. Северни пол представља прамац, а Јужни пол крму, пошто се Рама креће у смеру Северног пола, док се његов погон налази на Јужном полу.
Северни пол садржи ваздушне коморе Раме, а на њега слеће и Ендевор. Ваздушне коморе воде до центра огромне капе у облику чиније на Северном полу, одакле три степеништа дуга 8 километара – која посада назива Алфа, Бета и Гама – воде до равнице. Северна равница садржи неколико мањих „градова”, повезаних путевима, којима посада даје имена Лондон, Париз, Пекинг, Токио, Рим и Москва. Јужни пол има огроман конусни истурени објекат (Велики рог), окружен са шест мањих (Мали рогови), за које се претпоставља да су део Раминог реакционог свемирског погона. Оба краја Раме осветљавају огромни ровови – по три на северној и јужној равници – који су равномерно распоређени око цилиндра и функционишу као гигантска тракаста расвета.

## Пријем
Џон Ленард из новина The New York Times, иако је сматрао да је Кларк „благо равнодушан према финесама карактеризације”, похвалио је роман због тога што успева да пренесе „онај језиви додир ванземаљског, оног што се никада не може у потпуности разумети, што одликује научну фантастику у њеном најтехнички маштовитом облику”. Други критичари су такође приметили Кларков недостатак развоја ликова и претерани нагласак на реализму.